# William Edward Ayrton
William Edward Manco FRS (14 de septiembre de 1847-8 de noviembre de 1908) fue un físico e ingeniero eléctrico inglés.
Asistió al University College de Londres, y en 1868 marchó a la región de Bengala al servicio del departamento de telegrafía del Gobierno de la India. En 1873 aceptó un cargo como profesor de física y telegrafía en la Escuela Imperial de Ingeniería de Tokio. A su regreso a Londres, en 1879, ejerció de profesor de física aplicada en el Finsbury College de la City and Guilds of London Technical Institute, y en 1884 fue elegido catedrático de ingeniería eléctrica en el Central Technical College, en South Kensington, puesto que ocupó hasta su muerte.
Publicó un elevado número de artículos sobre física en general, y sobre electricidad en particular, ya sea como único autor o junto a otros científicos. Su nombre fue asociado, al igual que John Perry, con la invención de un gran número de instrumentos eléctricos de medición. En 1885 contrajo matrimonio con Hertha Marks Ayrton, quien le ayudaba con sus investigaciones y fue conocida por sus trabajos científicos sobre el arco eléctrico y otros temas de índole relacionada. En 1906 recibió la medalla Royal, entregada por la Royal Society de Londres, de la que fue miembro.
Entre los escritos de Ayrton se encuentra, por ejemplo, una descripción que anticipa notoriamente el concepto de telefonía móvil. En una conferencia en el Brittish Imperial Institute en 1897, Ayrton dijo:

No hay duda de que llegará el día en que probablemente tanto yo como ustedes habremos sido olvidados, en el que los cables de cobre, hierro y la gutapercha que los recubre serán relegados al museo de las antigüedades. Entonces cuando una persona quiera telegrafiar a un amigo, incluso sin saber dónde pueda estar, llamará con una voz electromagnética que será escuchada por aquel que tenga el oído electromagnético, pero que permanecerá silenciosa para todos los demás. Dirá «¿dónde estás?» y la respuesta llegará audible a la persona con el oído electromagnético: «Estoy en el fondo de una mina de carbón, o cruzando los Andes, o en el medio del Pacífico»
Ayrton, 1884, p. 548